# Max Ghezze
Max Ghezze (* 1. September 1889 in Cortina d’Ampezzo; † 6. November 1912 in Innsbruck) war ein österreichischer Medizinstudent und Mitglied der katholischen Studentenverbindung AV Raeto-Bavaria Innsbruck.

## Leben
Max Ghezze, Sohn einer Bauernfamilie aus Cortina d’Ampezzo, besuchte das Gymnasium in Brixen, wo er auch drei Semester Theologie studierte. Anschließend studierte er Medizin an der Universität Innsbruck und war dort seit Mai 1911 aktives Mitglied der katholischen Studentenverbindung AV Raeto-Bavaria Innsbruck im CV.

## Tod

Der Leichenzug in der Maria-Theresien-Straße

Ghezze wurde bei einem Raufhandel vor dem Gasthaus Breinössl (Denkmallisteneintrag) schwer am Kopf verletzt. Die Polizei Innsbrucks brachte den Bewusstlosen in eine Ausnüchterungszelle. Erst am folgenden Tag klärte sich das Missverständnis auf und der Schwerverletzte wurde ins Hospital gebracht. Die Gehirnblutungen waren jedoch so schwer, dass Ghezze am 6. November 1912 starb.
An seinem Begräbnis, das am 9. November stattfand, nahmen etwa 10.000 Personen teil oder flankierten die Straßen. Der Rektor und die Dekane der theologischen und medizinischen Fakultät, sowie hohe Persönlichkeiten des Landes und der Stadt nahmen an der Beerdigung teil.
Nach einem Bericht der Czernowitzer Allgemeinen Zeitung, der drei Tage nach Ghezzes Tod erschien, wurden sieben Mitglieder der Studentenverbindung Corps Gothia verhaftet. Bei den Ermittlungen nach dem für den tödlichen Schlag verantwortlichen Täter wurden insgesamt 14 Studenten verhaftet, die mangels Beweisen aber alle wieder freigelassen wurden. Anfang 1913 wurden die Ermittlungen ergebnislos eingestellt.
Max Ghezzes Tod war einer der Höhepunkte des durch die Wahrmund-Affäre geschürten Konflikts zwischen schlagenden und konfessionellen Verbindungen vor dem Ersten Weltkrieg. Dabei kam es immer wieder zu Zusammenstößen und einigen tödlichen Zwischenfällen.